# ويليام كيربي (لاعب كرة قدم)
ويليام كيربي (بالإنجليزية: William Kirby)‏ هو لاعب كرة قدم بريطاني (وحمل سابقاً جنسية المملكة المتحدة لبريطانيا العظمى وأيرلندا) في مركز مهاجم داخلي، ولد في 21 يناير 1882 في برستون في المملكة المتحدة، وتوفي في 3 أكتوبر 1917 في بلجيكا. لعب مع بريستون نورث إيند وسويندون تاون ونادي إكزتر سيتي ونادي برينتفورد ونادي بورتسموث ووست هام يونايتد وMerthyr Town F.C. ‏ وCroydon Common F.C. ‏ وOswaldtwistle Rovers F.C. ‏.